# Yamaha FZ6 N
La Yamaha FZ6 N es una motocicleta que pertenece a la línea de motocicletas de calle fabricadas por Yamaha. FZ6 N es la denominación de la  motocicleta Yamaha Fazer 600 Naked.
El motor que usa es el mismo que el de la motocicleta deportiva Yamaha YZF-R6, tiene casi las mismas prestaciones que esta última, pero con una posición de manejo más neutral, tendiendo a la comodidad de puesto de conducción de una motocicleta estándar.

## Especificaciones
- Motor: 4 tiempos, 4 cilindros en línea, DOHC, 16 válvulas y 600 cc
- Potencia: 98 Cv (72 kW) a 12,000 rpm
- Peso: 180 kg en seco